# Charles Antheunis
Charles Antheunis  (Gent, 1802 - 1882) was een Belgisch advocaat en politicus.

## Levensloop
Antheunis was actief aan de Gentse balie. Als overtuigd orangist sloot hij zich aan bij de kringen rond Hippolyte Metdepenningen. In februari 1831 raakte hij betrokken bij de (mislukte) orangistische staatsgreep, en moest naar het buitenland vluchten. Pas toen in maart 1832 zijn doodsvonnis werd ingetrokken, keerde hij naar Gent terug. Hij werkte er opnieuw samen met Metdepenningen. In 1846 was hij diens vervanger tijdens het eerste liberale partijcongres in Brussel. Van 1846 tot 1863 was hij gemeenteraadslid in Gent.
De Karel Antheunisstraat in Gent brengt zijn naam in herinnering.